# حمد المنتشري
حمد محسن المنتشري (22 يونيو 1982-)، لاعب كرة قدم ومدافع سعودي سابق، لعب لنادي الاتحاد السعودي كانت انطلاقته من ملعب إسكان وزارة الداخلية بمدينة جدة غرب السعودية.

## مسيرته الرياضية
تدرج في نادي الاتحاد في درجة الناشئين ثم الشباب ثم الفريق الأول وسجل اسمه ضمن التشكيلة الأساسية للفريق كما أنه فعل نفس الشئ في المنتخب السعودي حيث كان أساسياً إلى أن جاء مدرب المنتخب السعودي انجوس وفعل المستغرب تماماً حيث أصبح حمد المنتشري خارج عن خارطة التشكيلة، حتى جاء المدرب البرتغالي بييسيرو وضم حمد إلى التشكيلة في مباراة الملحق الآسيوي المؤهل إلى كأس العالم 2010 وقد سجّل حمد الهدف الثاني لالمنتخب السعودي أمام منتخب البحرين.
حاز المنتشري على جائزة أفضل لاعب آسيوي لعام 2005 كما حصل على جائزة أفضل لاعب عربي لعام 2006 نظير ما قدمه من مستوى حيث باستطاعته قطع الكرات الخطرة بدون التدخل العنيف كما يمتاز بأهدافه الحاسمة على الرغم من أنه مدافع إلا أنه أيضا هداف بالأخص الأهداف الرأسية حيث أنه سجل هدف الفوز القاتل في مرمي الهلال في الدقائق الأخيرة من عمر المباراة اثر رفعه من الحسن كيتا التي انتهت 2/1 للإتحاد في مباراة نهائي كأس دوري خادم الحرمين الشريفين لعام 2006/2007 حيث يحسب له أيضا خمسه أهداف في البطولة. وسجل المنتشري مع نادي الاتحاد السعودي 61 هدف وهو رقم مميز بالنسبة لقلب دفاع.

## بطولاته مع الاتحاد
- الدوري السعودي 3 : 2003 ، 2007 ، 2009.
- دوري أبطال آسيا 2 : 2004 ، 2005.
- كاس ولي العهد 1 : 2004.
- كاس الملك 1 : 2010.
- دوري ابطال العرب 1 : 2005.
- كأس السوبر السعودي المصري 1 : 2003.

## حياته الخاصة
هو شقيق اللاعبين باسم المنتشري وياسر المنتشري.[بحاجة لمصدر]

## روابط خارجية
- حمد المنتشري على موقع الاتحاد الدولي (مؤرشف)  (الإنجليزية)
- حمد المنتشري على موقع قاعدة بيانات كرة القدم.إي يو (الإنجليزية)
- حمد المنتشري على موقع ناشيونال فوتبول تيمز (الإنجليزية)
- حمد المنتشري على موقع كووورة